# Özlem Türeci

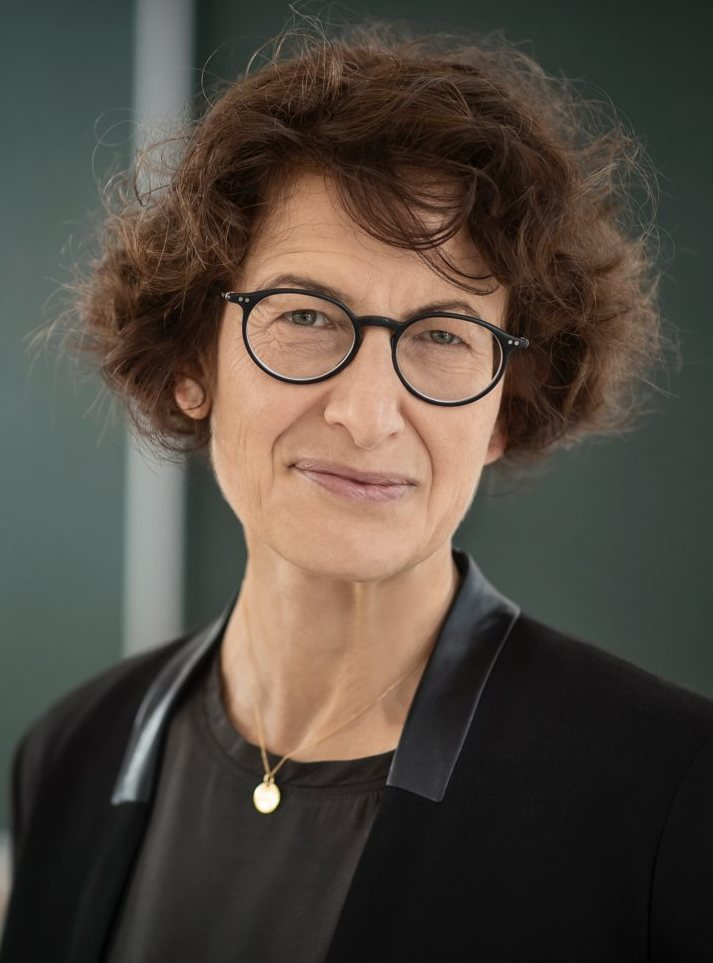
Özlem Türeci (2019)

Özlem Türeci (Lastrup, 6 maart 1967) is een Turks-Duitse arts en onderzoekster. Ze is medeoprichter van het Duitse biotechnologiebedrijf BioNTech, en is er sinds 2018 Medizinischer Vorstand (medisch directeur). Binnen het bedrijf werd het eerste coronavaccin ontwikkeld.

## Biografie
Özlem Türeci is de dochter van een Turks chirurg uit Istanboel en een Turkse biologe die in de jaren '70 als kenniswerkers naar Duitsland kwamen. Türeci studeerde geneeskunde aan de Universiteit van Saarland te Homburg en promoveerde daar in 1992. In 2002 volgde haar habilitatie aan de Johannes Gutenberg Universiteit in Mainz in het vak moleculaire genetica, een academische graad boven het doctoraat dat Nederland en België niet kennen. In 2019 heeft ze het hoogleraarschap voor individuele immuuntherapie aan het nieuw opgerichte Helmholtz-Institut "HI-TRON Mainz" aangenomen.
Ze is getrouwd in 2002 met Uğur Şahin en samen hebben ze een dochter. Ze zijn ook wetenschappelijke en zakelijke partners en stonden in 2020 in de top 100 van rijkste mensen van Duitsland.

### Loopbaan
Ze was tussen 2008 en 2016 CEO van Ganymed Pharmaceuticals dat ze in 2001 oprichtte. Het is vooral gekend van zolbetuximab in de strijd tegen slokdarm- en maagkanker. In 2016 werd het bedrijf verkocht aan Astellas Pharma. 
In 2008 richtte ze BioNTech op voor de ontwikkeling en productie van immuuntherapie. Sinds 2018 is zij er Chief Medical Officer. BioNTech was het bedrijf dat als eerste een COVID-19-vaccin ontwikkelde. 
Daarnaast is Türeci sinds 2002 docent aan de Johannes Gutenberg Universiteit te Mainz rond immunotherapie bij kanker. Ze is tevens sinds 2019 voorzitter van de Association for Cancer Immunotherapy (CIMT) en lid American Society of Clinical Oncology (ASCO), de American Association for Cancer Resarch (AACR) en de Deutsche Gesellschaft für Hämatologie und Medizinische Onkologie (DGHO).

## Erkentelijkheden
- 1995 - Vincenz Czerny Prize (Deutsche Gesellschaft für Hämatologie und Medizinische Onkologie - DGHO)
- 2005 - Georges-Köhler-Preis (Deutschen Gesellschaft für Immunologie)
- 2020 - The National German Sustainability Award
- 2020 - Person of the Year (Financial Times)[3]
- 2021 - Grootkruis van Verdienste met Ster (Orde van Verdienste van de Bondsrepubliek Duitsland)[4]
- 2022 - Ereburger van de stad Mainz

- Biblioteca Nacional de España: XX6391253
- DBLP: 32/9936
- Gemeinsame Normdatei: 1202558704
- International Standard Name Identifier: 0000 0005 1242 9709
- Library of Congress Control Number: n2021183689
- Nationale Bibliotheek van Tsjechië: jo20221171024
- Nationale Bibliotheek van Israël: 987010983742205171
- ORCID: 0000-0002-0623-1497
- Istituto Centrale per il Catalogo Unico: RAVV699777
- Virtual International Authority File: 26157882708760440195
- WorldCat: E39PBJjRXy9wbPdFH8TjcmM773